# Karl Hipler
Karl Hipler (* 23. April 1905 in Hamburg; † 25. September 1971 in Rostock) war ein deutscher Kommunist, Teilnehmer am Widerstand gegen das NS-Regime in Hamburg und Funktionär der SED in Rostock.

## Leben
Hipler, Sohn einer Arbeiterfamilie, schloss sich im Alter von 14 Jahren der Sozialistischen Arbeiter-Jugend an. Er nahm als Jugendlicher am Hamburger Aufstand 1923 teil. 
1925 trat er der Kommunistischen Partei Deutschlands (KPD) und 1926 dem Roten Frontkämpferbund bei. Er besuchte eine Fachschule für Schiff- und Maschinenbau und arbeitete bis August 1930 auf der Seeschiffswerft Blohm & Voß. Dort wurde er wegen der Organisation eines Antikriegsstreiks entlassen. 
Nach der „Machtergreifung“ der Nationalsozialisten beteiligte sich Hipler am kommunistischen Widerstand. Er wurde 1933 verhaftet. Nach einer erneuten Verhaftung im Jahre 1937 wurde er zu fünfzehn Jahren Zuchthaus verurteilt. Er war im Polizeigefängnis Fuhlsbüttel sowie in den Zuchthäuser Rendsburg, Hamburg und Bremen inhaftiert.
Nach seiner Befreiung am 8. Mai 1945 in Bremen war er unter anderem im Komitee ehemaliger politischer Gefangener und im Sekretariat der Vereinigung der Verfolgten des Naziregimes (VVN) als Leiter des Such- und Meldedienstes tätig. Wegen seiner Tätigkeit für die VVN geriet er mit westdeutschen Behörden in Konflikt und übersiedelte 1952 in die DDR, um einer möglichen Verhaftung zu entgehen.
In Rostock übte er verschiedene Funktionen aus, unter anderem als Sekretär für Wirtschaft bei der Stadtleitung der SED und als Parteisekretär im Fischkombinat Rostock.

## Ehrungen
Nach ihm war im Rostocker Neubaugebiet Lichtenhagen die Karl-Hipler-Straße benannt. Nach der Wende erhielt sie 1991 den Namen Ratzeburger Straße.